# Mustapha Yatabaré
Mustapha Yatabaré (* 26. ledna 1986 Beauvais) je malijský profesionální fotbalista, který hraje na pozici útočníka za turecký klub Sivasspor. Mezi lety 2009 a 2017 odehrál také 32 utkání v dresu malijské reprezentace, ve kterých vstřelil 5 branek.

## Reprezentační kariéra
V roce 2009 debutoval za malijský národní tým.

Hrál na několika mistrovstvích Afriky (Africký pohár národů).
Zúčastnil se mj. Afrického poháru národů 2015 v Rovníkové Guineji, kde Mali obsadilo po losu nepostupovou třetí příčku v základní skupině D.